# Francisco del Castillo y Ventimiglia
Francisco del Castillo y Ventimiglia, (Bruselas, Bélgica, 18 de febrero de 1692 - † Baeza, Jaén, 15 de noviembre de 1749). Militar español y posteriormente religioso Obispo de Barcelona y de Jaén.
Era hijo de Francisco del Castillo y Fajardo, Marqués de Villadarias y de Paula de Ventimiglia y Rodríguez de Santisteban, Princesa de Santo Mauro de Nápoles, Marquesa de Cropani y Condesa de Peñón de la Vega.

## Vida militar
Estuvo dedicado primero al ejercicio militar en el que ocupó cargos de Capitán y Coronel de Infantería.
Fue Caballero de la Orden de Santiago, Teniente General y Capitán de los Alabarderos.
Cuando falleció sin descendencia su hermano Antonio del Castillo, los títulos nobiliarios de Marqués de Villadarias, Marqués de Cropani y de Conde de Peñón de la Vega pudieron pasar a él por ser el que poseía los primeros derechos sucesorios, pero rechazó los títulos, que pasaron a sus hermanos Jerónimo y Juan Bautista.

## Vida como sacerdote
Abandonó la milicia para dedicarse al ministerio eclesiástico y fue canónigo de la Catedral de Málaga. Fue nombrado Abad de la Iglesia de Santander, aunque no llegó a tomar posesión porque resultó elegido obispo de Barcelona y, posteriorinente, de Jaén.

### Obispo de Barcelona
El 22 de julio de 1738 promovido por Felipe V es nombrado Obispo de Barcelona, tomando posesión el 11 de octubre ese mismo año.
Promulgó abundantes decretos sobre la santificación de las fiestas, la clausura de las monjas, la secta de los francmasones, la conservación de los bienes de la iglesia, las ediciones de libros y la celebración de la misa. Además visitó muchas iglesias que llevababan mucho tiempo sin ser visitadas, como San Cucufato (Cugat, en catalán) de Barcelona, San Justo o San Miguel.
Recibió del Papa Clemente XII una bula que le concedía el privilegio de comer carne en los días prohibidos.
En 1741 el rey le nombró vicario general y capellán mayor de los Reales Ejércitos.

### Obispo de Jaén
El 31 de julio de 1747 fue nombrado Obispo de Jaén, diócesis que rigió solamente dos años, puesto que falleció en 1749 en Baeza, en cuya Catedral fue sepultado.
| Predecesor: Felipe Aguado Requejo  | Obispo de Barcelona 1738 - 1747 | Sucesor: Francisco Díaz Santos y Bullón |
| Predecesor: Andrés Cabrejas Molina | Obispo de Jaén 1747 - 1749      | Sucesor: Fray Benito Marín              |